# Arhopala herodianus
Arhopala herodianus är en fjärilsart som beskrevs av Hans Fruhstorfer 1914. Arhopala herodianus ingår i släktet Arhopala och familjen juvelvingar. Inga underarter finns listade i Catalogue of Life.